# 22855 Donnajones
22855 Donnajones è un asteroide della fascia principale. Scoperto nel 1999, presenta un'orbita caratterizzata da un semiasse maggiore pari a 2,5703528 UA e da un'eccentricità di 0,1099988, inclinata di 3,12931° rispetto all'eclittica.